# Vrba plazivá
Vrba plazivá (Salix repens) je ohrožený druh dřeviny nízkého keřovitého vzrůstu, v rodu vrba je zařazen do podrodu Vetrix.

## Rozšíření
Areál výskytu zahrnuje hlavně západní Evropu včetně Britských ostrovů, jihu Skandinávie a Pobaltských zemí, již méně se vyskytuje v Pyrenejích, Alpách, Střední Evropě a ojediněle na Balkáně; zasahuje i do severních částí evropského Ruska. Je to světlomilná a vlhkomilná dřevina vyrůstající nejčastěji na mokrých a kyselých půdách, na slatinách, rašeliništích, vřesovištích a vlhkých ostřicových loukách. Na pobřeží Severního a Baltského moře hojně roste v písčitých dunách, pro schopnost odolávat zavátí pískem se vysazuje pro jejich zpevňování.
V České republice se vyskytuje řídce v severních a severozápadních Čechách, nejčastěji ve Frýdlantském a Šluknovském výběžku a dále v okolí Doks a v Českém lese, ojediněle v Polabí a Krušných horách.

## Popis

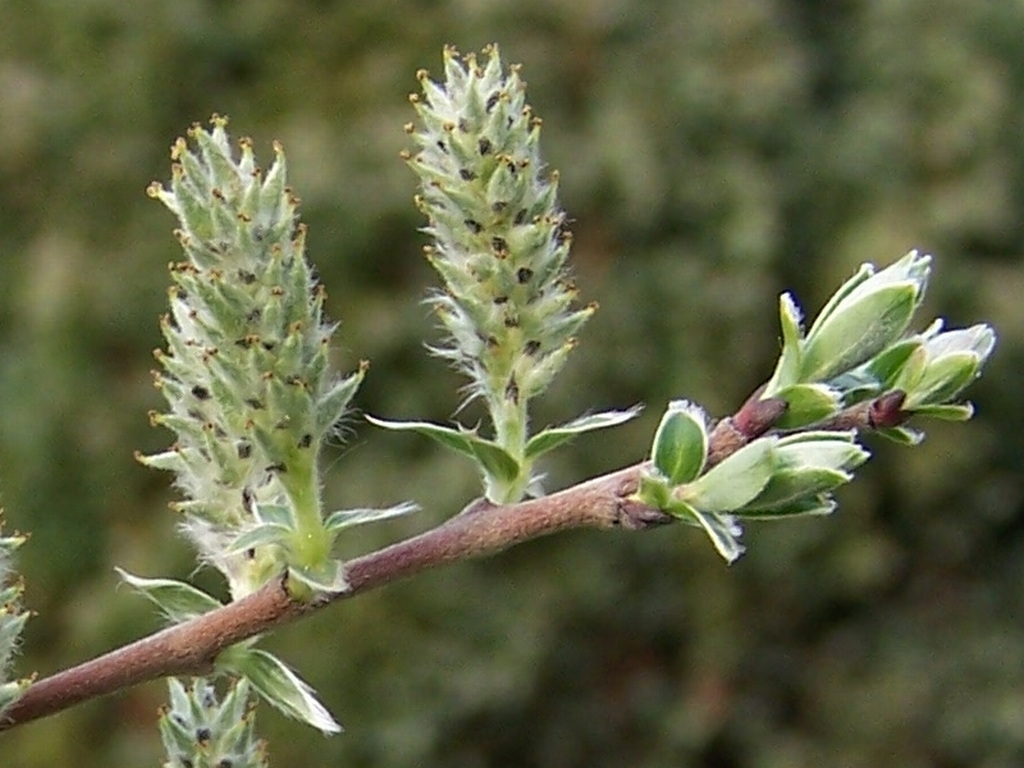
Samičí jehnědy

Je to nízký, dvoudomý, široce rozložitý, nepravidelně hustý keřík s větvemi poléhavě vystoupavými, dorůstající do výše 0,5 až 1 m. Poléhavé části snadno zakořeňují a často tak vyrůstají plazivé větve rozprostřené i pod povrchem půdy. Nad zem pak vyčnívají jen kolmo vztyčené letorosty které jsou z počátku krátce chlupaté, později zcela olysají. Tyto žlutohnědé nebo načervenalé větvičky jsou obvykle dlouhé do 50 cm. Na nich vyrůstají štíhle kopinaté, sytě zelené listy s řapíky o délce až 4 mm, občas jim vyrůstají i drobné palisty. Listové čepele jsou až 5 cm dlouhé, z horní strany lesklé a ze spodní hedvábně chloupkaté, u báze i na konci jsou zašpičatělé, mají 4 až 6 párů postranních žilek a okraj celistvý nebo jemně pilovitý. Keře se dožívají asi 30 let věku.
Jednopohlavná, téměř přisedlá květenství, jehnědy, jsou vejčitého tvaru a vyrůstají vzpřímeně, bývají dlouhé téměř 3 cm. Obvykle kratší, samčí, mají v květech 2 tyčinky s volnými, jen u báze chlupatými nitkami se žlutými prašníky. Samičí jehnědy mají květy s vejčitě kuželovitým, dlouze chlupatým semeníkem na stopce, ten má podlouhlou čnělku zakončenou vztyčenou dvojdílnou, načervenalou bliznou. Nektarová žláza je kyjovitého tvaru. Podpůrný chlupatý listen, asi 2 mm dlouhý, je u báze světlejší a na vrcholu tmavý. Kvete v dubnu až květnu těsně před olistěním. Opylení květů zajišťuje hmyz. Plody jsou až 8 mm dlouhé tobolky se dvěma chlopněmi, obsahují ochmýřená semena.

## Hybridizace

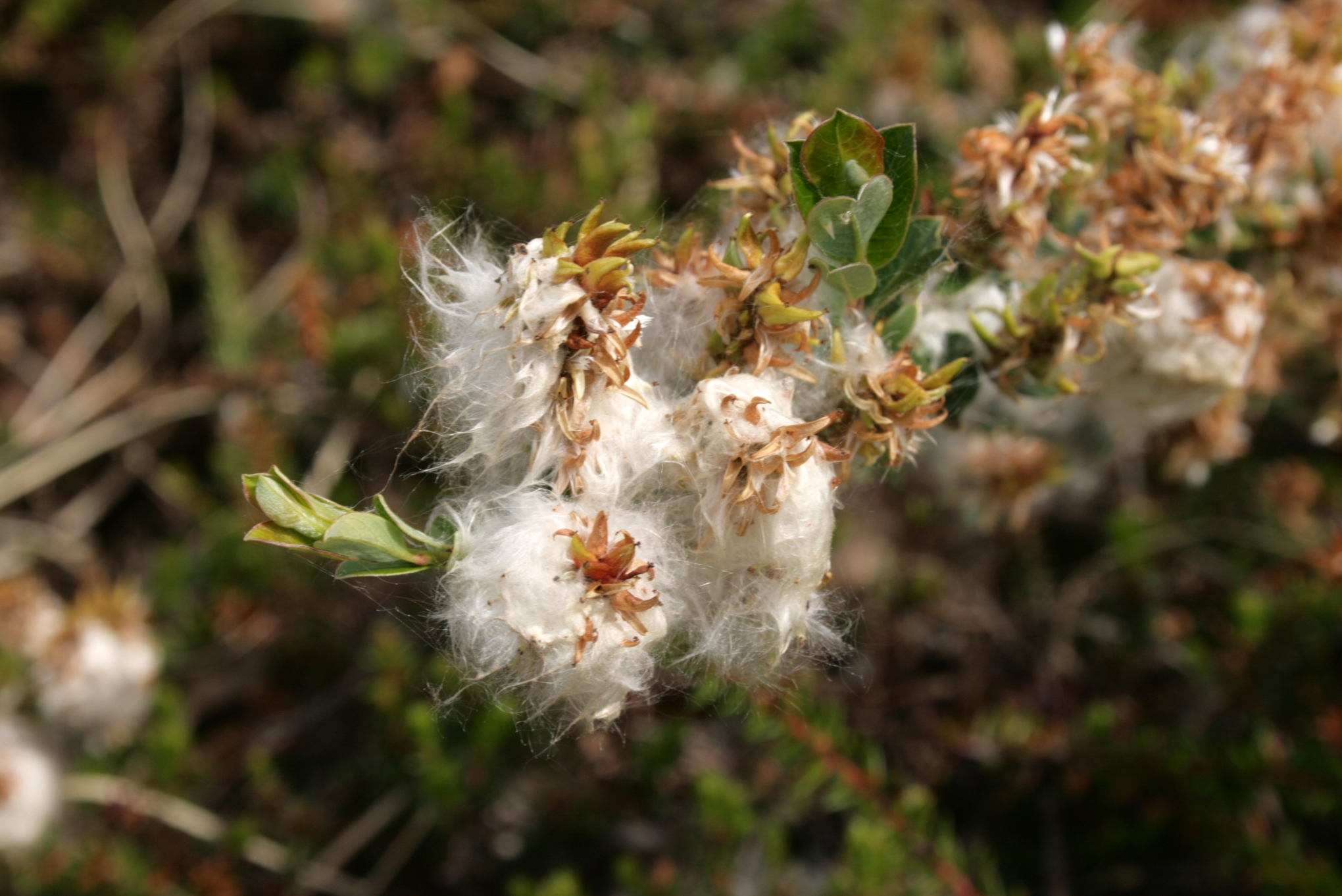
Dozrávání ochmýřených semen

Vrba plazivá se na svých stanovištích často kříží s jinými druhy. V ČR takto rostou hybridy:
- Salix × ambigua (s vrbou ušatou),
- Salix × doniana (s vrbou nachovou) a
- Salix × incubacea (s vrbou rozmarýnolistou).[5]

## Ohrožení
Vrba plazivá je na svých mnohých stanovištích ohrožená. Škodí ji likvidace potřebných vlhkých biotopů, ty naopak nejsou vhodné pro rozšiřování zemědělské produkce. Hodně utrpěla melioracemi, které odvodnily mnoha její tradiční stanoviště. "Černý a červený seznam cévnatých rostlin České republiky" z roku 2000 vyhlásil vrbu plazivou za kriticky ohrožený druh a "Vyhláška MŽP ČR č. 395/1992" za ohrožený druh.